# Mars Pathfinder
Mars Pathfinder je bil projekt vesoljske agencije NASA in je bil namenjen raziskovanju Marsa. 
Izstreljen je bil 4. decembra 1996 z raketo Delta II., samo mesec za sondo Mars Global Surveyor. Po sedmih mesecih potovanja je pristal v pokrajini Ares Vallis, 4. julija 1997. Sonda je nosila rover Sojourner (Sopotnik), ki je na Marsu opravil serijo atmosferskih in geoloških meritev. 